# Aska (roman)
Aska är en roman av den isländska författaren Yrsa Sigurðardóttir, utgiven 2007. Den svenska utgåvan kom ut 2008, i översättning av Ylva Hellerud, på Damm förlag.

Romanen utspelar sig till största delen på Västmannaöarna på Island. Huvudpersonen Þóra Guðmundsdóttir undersöker mystiska omständigheter kring det  stora vukanutbrottet 1973.